# Almudena Amor
Almudena Parejo Amor, artisticamente conosciuta come Almudena Amor, (Madrid, 30 marzo 1994) è un'attrice e modella spagnola; ha recitato nei film Il capo perfetto e La abuela.

## Biografia
Almudena Parejo Amor è nata il 30 marzo 1994 a Madrid. Parte della sua famiglia proviene da Lagartera (Toledo), paese in cui ha trascorso molte estati e fine settimana durante la sua giovinezza. Cresciuta nel quartiere di Concepción, ha sviluppato un interesse per la recitazione durante alcuni corsi teatrali organizzati nel suo liceo a Ciudad Lineal. Ha studiato recitazione in Carabanchel presso la scuola di recitazione Mar Navarro. Ha conseguito una laurea in pubblicità e un master in design. In seguito ha lavorato per un certo periodo come modella. Determinata a perseguire la carriera di attrice, si è esibita in alcuni cortometraggi, spot pubblicitari e video musicali.
Dopo essersi esibita in un video teaser di Gonzaga Manso intitolato Millones de años, ha firmato per l'agente Diana Ellerker e di conseguenza ha ottenuto il ruolo principale in La abuela di Paco Plaza, interpretando il ruolo di Susana, una giovane modella che deve tornare a casa per prendersi cura di sua nonna. Ha anche fatto un'apparizione minore nell'episodio diretto da Plaza "Freddy" della serie televisiva antologica Stories to Stay Awake. Il suo ruolo di svolta come Liliana (una giovane stagista di una società benestante infatuata del capo) in Il capo perfetto di Fernando León de Aranoa le è valso una nomination al Premio Goya come migliore attrice esordiente e una nomination al Premio Feroz come Migliore attrice non protagonista.

## Filmografia

### Cinema
- Il capo perfetto (El buen partón), regia di Fernando León de Aranoa (2021)
- La abuela, regia di Paco Plaza (2021)
- Sorella Morte, regia di Paco Plaza (2022)

### Televisione
- In silenzio (El silencio) – miniserie TV (2023)

## Doppiatrici italiane
Nelle versioni in italiano dei suoi film, Almudena Amor è stata doppiata da:
- Valentina Favazza ne Il capo perfetto, La abuela, In silenzio

## Riconoscimenti
| Anno | Premio                                        | Categoria                        | Film             | Risultato       | Ref.          |
| ---- | --------------------------------------------- | -------------------------------- | ---------------- | --------------- | ------------- |
| 2022 | 9º Premio Feroz                               | Miglior attrice non protagonista | Il capo perfetto | Candidato/a     | [ 8 ]         |
| 2022 | Medaglie del 77° CEC                          | Miglior attrice nuova            | Il capo perfetto | Vincitore/trice | [ 9 ]         |
| 2022 | Premi Goya 2022                               | Miglior attrice nuova            | Il capo perfetto | Candidato/a     | [ 10 ]        |
| 2022 | 30º Premio dell'Associazione Attori e Attrici | Miglior attrice nuova            | Il capo perfetto | Vincitore/trice | [ 11 ]        |
| 2022 | 9º Premio di Platino                          | Miglior attrice non protagonista | Il capo perfetto | Candidato/a     | [ 12 ] [ 13 ] |